# Бакулин, Николай Саввич
Никола́й Са́ввич Баку́лин (29 марта [10 апреля] 1896, Тарусский уезд, Калужская губерния (по другим данным в Москве), Российская империя — 10 апреля 1962) — русский живописец и график.

## Биография
Происходил из крестьян. В 1913 году окончил Московское реальное училище. В 1914—1915 годах был вольнослушателем на живописном отделении МУЖВЗ.
Участвовал в Первой мировой войны. В 1916 году был мобилизован, окончил военное училище и с 1917 года сражался в составе Добровольческой армии.
С армией Врангеля эвакуировался с семьей в Константинополь, откуда, с помощью Союза студентов в ноябре 1921 года перебрался в Чехословакию. В Праге поступил на архитектурный факультет Высшего технического училища, в 1922 году перевёлся в Академию изобразительных искусств, учился в классе профессора Я. Обровского. В 1927 году окончил Академию, но не получил диплом из-за не сданного экзамена по перспективе.
В 1924 году работал сценографом русской театральной труппы, гастролировавшей в Праге. Позже руководил художественной школой при Русской академии наук и был одним из учредителей Союза русских художников в Чехословакии, с 1931 года был его председателем. В 1951 году получил чехословацкое гражданство.
Писал портреты и сюжетные композиции, посвящённые Белому движению. Рисовал для русских журналов, расписал ресторан в Праге. Вёл активную выставочную деятельность. Работы художника ныне хранятся в галерее И. Карасека в Праге, других художественных музеях и частных коллекциях.

## Рекомендуемый источник
- РГАЛИ. — Ф. 677. Оп. 1. Ед. хр. 592; Ф. 680. Оп. 2. Ед. хр. 2559